# Saint-Aubin-Celloville
 Saint-Aubin-Celloville  es una población y comuna francesa, en la región de Alta Normandía, departamento de Sena Marítimo, en el distrito de Rouen y cantón de Boos.

## Demografía
| 447 | 473 | 654 | 681 | 990 | 1015 |
| Para los censos de 1962 a 1999 la población legal corresponde a la población sin duplicidades (Fuente: INSEE [Consultar]) |     |     |     |     |      |